# Martín Karpan
Martín Karpan (Villa del Parque (Buenos Aires), 1974. június 3. –) argentin színész .

## Élete
1974. június 3-án született Argentína fővárosában, Buenos Aires-ben. Gyerekkorában nem akart színész lenni, sokáig nem is igazán tudta, mivel akar foglalkozni. Sok mindent tanult, köztük a rendszermérnök szakmát is.  Később a főiskolán úgy döntött, életét a színészetnek szenteli. Sokat dolgozott, hogy bekerülhessem a televízióba. Élete első szerepét 1996-ban kapta meg.

## Karrier
Először kisebb reklámszerepeket kapott, később pedig egy filmfőszerepet ajánlottak neki. Első filmje a Flores Amarillas en la Ventana volt 1996-ban, ezért az alakításáért díjat is kapott. Még ebben az évben szerepet kapott a Sueltos című sorozatban. 1997-ben szerepelt a Momentos robados  című drámában, valamint megkapta Nicolás szerepét a De corazón című telenovellában.  1998-ban  már három sorozatban játszhatott. Megjelent a La nocturna című telenovellában, majd megkapta Manuel Andrade karakterét a Como vos & yoban, és a Gasoleros  című sorozatban is szerepelt.
2000-ben Leonel Díaz-t alakította az Amor Latino című telenovellában, Mario Cimarro, és Isabel Macedo mellett. 2002-ben szerepelt a Máximo corazón című sorozatban. 2003-ban az El Auténtico Rodrigo Leal című kolumbiai sorozatban kapott főszerepet, ahol megismerkedett Carolina Gómezzel (Señorita Colombia 1993 ), akivel később egy párt alkottak.
Miután ott hagyta szülőföldjét a Telemundoval írt alá szerződést. És még ebben az évben  szerepet  kapott a Te Voy a Ensenar a Querer című sorozatban, ahol Luis Carlos Carmona  karakterét formálta meg, Catherine Siachoque oldalán. 2005-ben szerepet kapott El cuerpo del desoban (Második élet), ahol Andres Coronát alakította.
Ezt követte 2006-ban a La viuda de Blanco című sorozat, ahol Amador Blancót alakította. A sorozat főszerepében olyan ünnepelt és elismert színészek játszottak, mint Itatí Cantoral és Francisco Gattorno. Karpan Gattorno rosszéletű fivérét alakította, aki végül jó útra tért. Zharick León színésznővel pedig nem csak a filmben, hanem az életben is egymásba szerettek.  2007-ben Andrés Ferreirát játszotta a Nuevo rico, nuevo pobre című telenovellában.
Hollywoodból is megkeresték ajánlatokkal, de ő egyiket sem fogadta el. Azt mondja, inkább marad a telenovelláknál, és emellett szívesen szerencsét próbálna a spanyol moziban, ami szerinte sokkal gazdagabb, értékesebb és mélyebb, mint az amerikai filmek világa.
Az egyik legfontosabb szerepe az El Rostro de Analia (A bosszú álarca) volt, ahol Daniel Montielt alakította, és Elizabeth Gutierrez volt a partnere. 2009-ben a Kdabra  című sorozatban, Daniel Trejót formálta meg. 2010-es sorozata a Clase ejecutiva, ahol Julian Coronadot formálta meg. 2011-ben megkapta Félix Segura  karakterét az El Secretario című sorozatban, melyben olyan színészekkel játszhat együtt, mint Stephanie Cayo vagy Andrea López.

## Magánélete
2004-ben elhagyta Argentínát és Mexikóba költözött. Egy ideig párkapcsoltaban élt Zharic Leon színésznővel, akivel a ’La Viuda de Blanco’, azaz ’A fehér özvegy’ című sorozat forgatásán ismerkedett meg.  2008 júliusában megszületett közös gyermekük, Luciano, de Martín és Zharic azóta már nincsenek együtt.

## Filmográfia
- 2011: El Secretario - Félix Segura
- 2010: Clase ejecutiva -  Julian Coronado
- 2009: Kdabra - Daniel Trejo
- 2008 - 2009: El rostro de Analía (A bosszú álarca) - Daniel Montiel
- 2007 - 2008: Nuevo Rico Nuevo Pobre - Andres Ferreira
- 2006: La Viuda de Blanco - Amador Blanco
- 2005: El cuerpo del deseo (Második élet) - Andrés Corona
- 2004: Te voy a enseñar a querer - Luis Carlos Carmona
- 2003: El auténtico Rodrigo Leal - Rodrigo Leal
- 2002: Máximo corazón - Roberto Gómez 'El Facha'
- 2002: ¿Y dónde está el bebé?
- 2000: Amor latino  (Latin szerelem) - Leonel Díaz
- 2000: Los buscas de siempre
- 2000: Calientes - Rey
- 2000: Primicias
- 2000: Signos
- 1999: No muertos - Natan Balasko
- 1998: Como vos & yo - Manuel Andrade
- 1998: Gasoleros - Rubén
- 1998: La nocturna
- 1997: Momentos robados
- 1997: De corazón - Nicolás
- 1996: Sueltos - Mariano
- 1996: Flores amarillas en la ventana - Ricardo